# روهاتسکو
روهاتسکو (به لاتین: Rohatsko) یک منطقهٔ مسکونی در جمهوری چک است که در ناحیه ملادا بولسلاو واقع شده‌است.